# Zelleria stylograpta
Zelleria stylograpta là một loài bướm đêm thuộc họ Yponomeutidae. Nó được tìm thấy ở Úc.